# Filoselle
La filoselle est un textile composé de résidus de soie, ou schappe, mélangés à d'autres fibres (aujourd'hui principalement le coton, sans doute initialement la laine) permettant d'utiliser les fibres trop courtes ou bourre de soie non utilisable dans le fil de soie.

## Fabrication
La filoselle est obtenue par lavage, cardage puis filage.

## Utilisation
Matériau de récupération bon marché mais conservant des propriétés de douceur au toucher et de bonne isolation thermique, la filoselle a été très populaire pour la fabrication de bas (chaussettes), bonnets, gants, voire de rideaux.
La littérature témoigne de cette popularité, le mot filoselle revenant souvent sous la plume des auteurs, par exemple : « Revêtu de ses plus beaux habits, ganté de filoselle, Sébastien s’achemina vers la gare, accompagné par son père. » (Octave Mirbeau, Sébastien Roch, 1890) ; « Vous me tendez des mains gantées de filoselle » (Paul Morand, « Ode à Marcel Proust », Lampes à arc, 1919) ; « Ses mains étaient gantées de filoselle noire et usée au bout des doigts. » (Blaise Cendrars, Bourlinguer, Denoël, Paris, 1948) ; « Pascal sentit la paume de la fillette à travers les gants de filoselle » (Patrick Cauvin, Rue des Bons-Enfants, Éditions Albin Michel, 1990).
Les fils mélangées ou textiles mélangés (dont la chaîne et la trame sont de nature différentes) ont sans doute permis la survie de la filature en Bas-Languedoc aux XVIIe siècle et XVIIIe siècle.

## Synonyme
Le mot chappe est utilisé en Suisse pour désigner la filoselle ou les objets confectionnés dans cette matière comme des rubans, des tresses et divers tissus.

## Culture populaire
Hergé a donné le nom d'Aristide Filoselle au pickpocket qui écume les marchés bruxellois et vole notamment les portefeuilles de Dupont et Dupond dans l'album Le Secret de La Licorne, paru en 1943.